# Hôtel de Vendôme (Saint-Michel, París)
El hôtel de Vendôme es un hôtel particulier del VI Distrito de París situado en la esquina del bulevar Saint-Michel y la rue Auguste-Comte, su parte trasera da al Jardín de Luxemburgo, del lado del Jardín del Observatorio.

## Historia
Fue construido en 1707 por el arquitecto Jean-Baptiste Alexandre Le Blond, en la rue d'Enfer,ahora bulevar Saint-Michel, para el canónigo de los cartujos Antoine de La Porte. Los planos fueron publicados por Augustin-Charles d'Aviler en 1710 en su Cours d'architecture bajo el título "Hôtel scis rue d'Enfer en París, ocupado por M. le duc de Chaulnes y Batie sobre los diseños de r le Blond".
Arrendado a la duquesa de Vendôme, fue rediseñado en 1715-1716 por el mismo arquitecto, que modificó la fachada que daba al jardín y creó una nueva fachada con el frontón de la antigua. Durante la Revolución Francesa, fue confiscado.
Junto a los Jardines de Luxemburgo, fue la sede de la Escuela de Minas de París desde 1815, y albergo el Museo de Mineralogía .
En el siglo XIX fue ampliado en dos campañas para convertirlo en un lugar de docencia e investigación, primero entre 1840 y 1852 por François-Alexandre Duquesney con la ampliación del edificio al Norte y al Sur, construcción de la biblioteca, con pilares de fundición, etc., en 1854 se decoró la gran escalera con pinturas de Hugard y en 1856 de Abel de Pujol, entre 1861 y 1866 por Théodore-Henri Vallez, durante las transformaciones de París bajo el Segundo Imperio se construyeron las cuatro alas alrededor del patio central cubierto.
El 21 de enero de 1926 fue objeto de una primera inscripción como monumento histórico que posteriormente fue cancelada, y el 21 de septiembre de 1994, el edificio del siglo XVIII así como las fachadas y cubiertas de los edificios del siglo XVIII fueron objeto de un nuevo registro como monumentos históricos.